# Ro utan åror
Ro utan åror är en bok av Ulla-Carin Lindquist som handlar om hennes kamp mot sjukdomen ALS.